# Северное побережье Невской губы
Северное побережье Невской губы — государственный природный заказник регионального значения, особо охраняемая природная территория (ООПТ) в Приморском районе города Санкт-Петербурге, в муниципальных округах Лахта-Ольгино и Лисий Нос.

## География
Заказник ограничен с юга берегом Невской губы (Финский залив), а с севера — Приморским шоссе. Общая площадь территории заказника составляет 330 га. С береговой части заказника (длиной около 3 км) открывается широкая панорама на Васильевский остров, Кронштадт и противоположный берег Финского залива.
В состав заказника, помимо участка побережья Финского залива, входит находящийся рядом с ним остров Верперлуда.
В 7 километрах к востоку-северо-востоку от него расположен Юнтоловский заказник.

## Флора и фауна
Территория заказника представляет из себя смешанный прибрежный лесной массив и является исторически сложившейся стоянкой перелётных птиц.
В заказнике произрастает свыше 500 видов сосудистых растений, 3 из которых (каулиния тончайшая, полушник озёрный и частуха Валенберга) занесены в Красную книгу России.

## Интересные факты
В 1769 году к востоку от нынешней территории заказника произошла погрузка на воду Гром-камня, добытого в Петровском пруду, который с 2015 года тоже вошёл в число ООПТ Санкт-Петербурга.

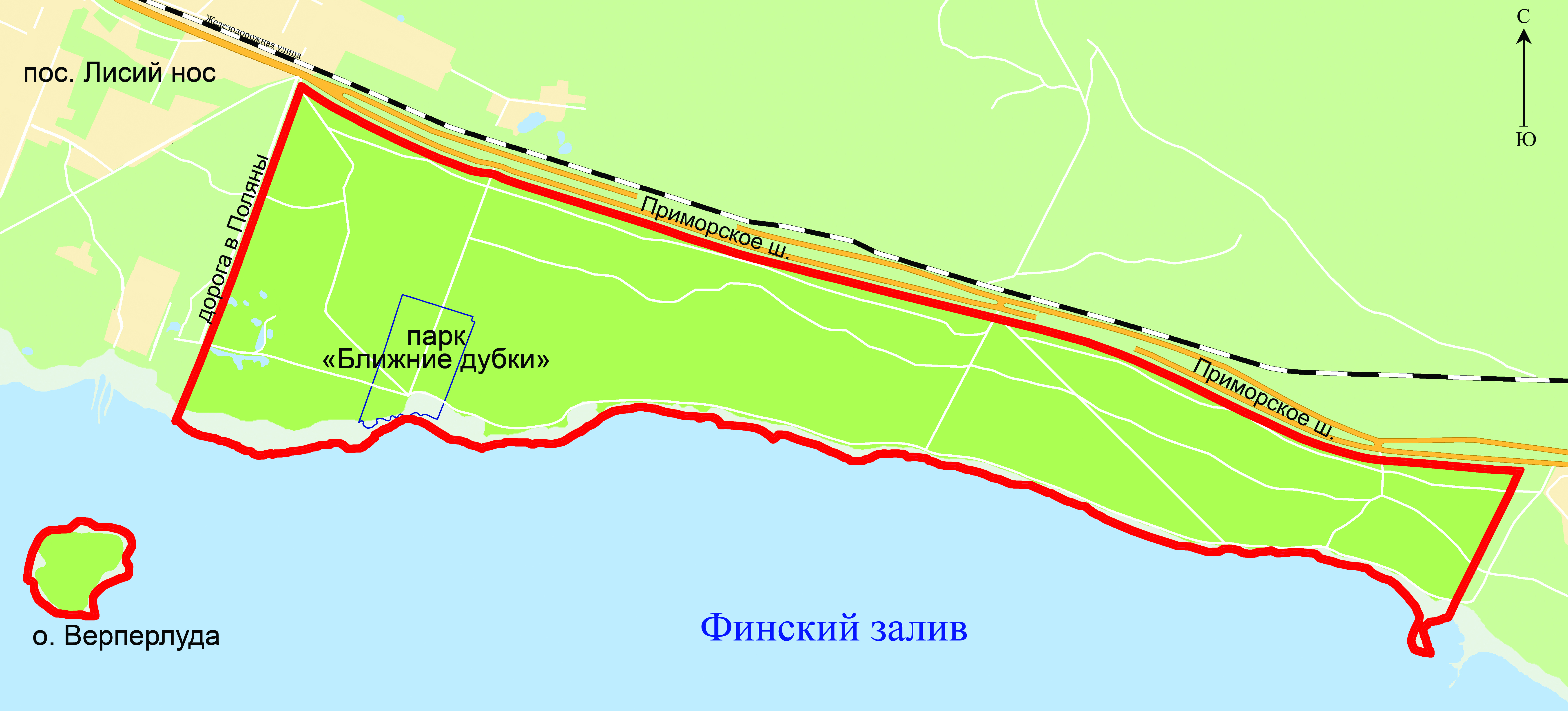
Схема границ заказника

## Галерея

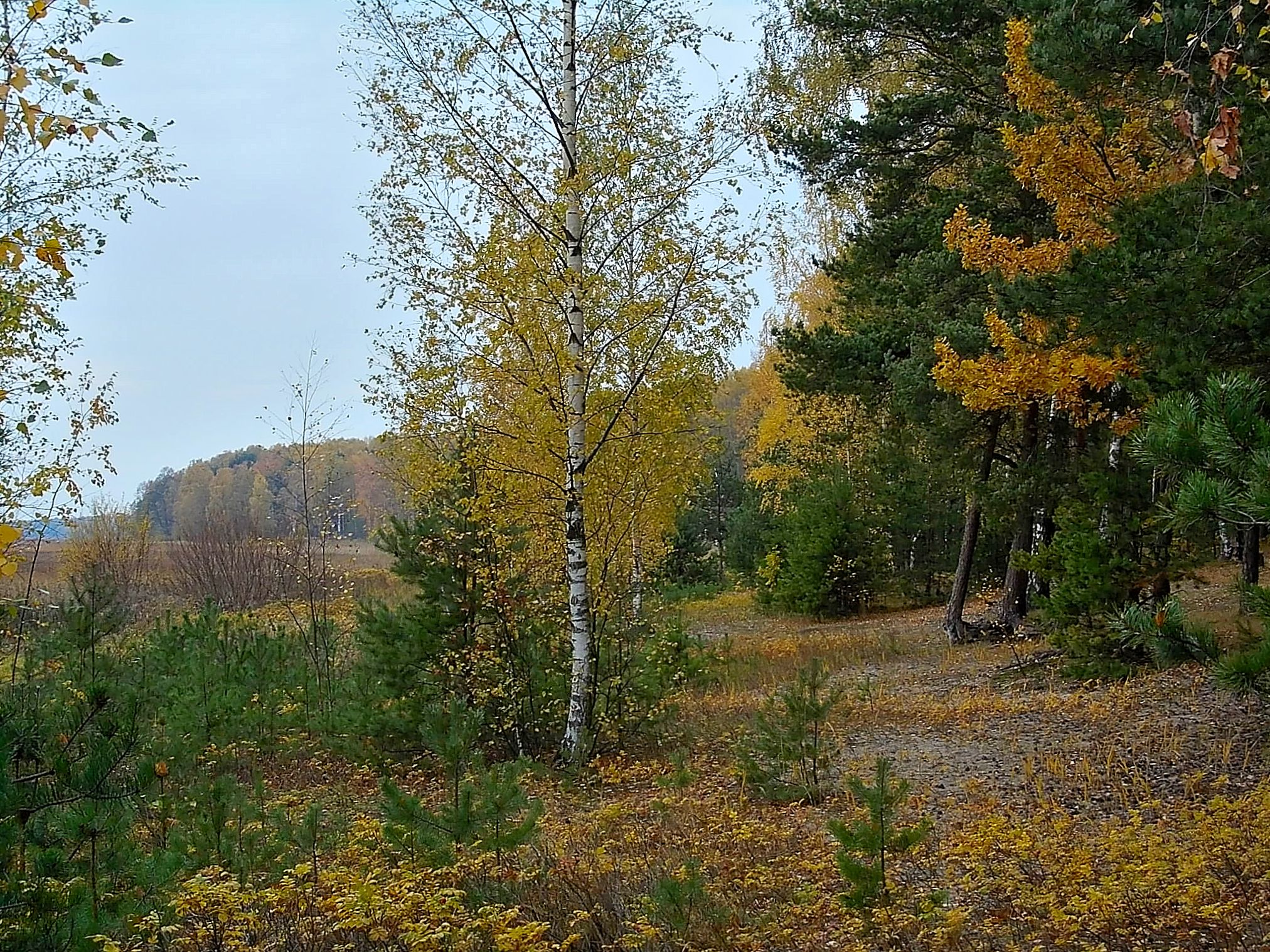
В прибрежной зоне заказника осенью
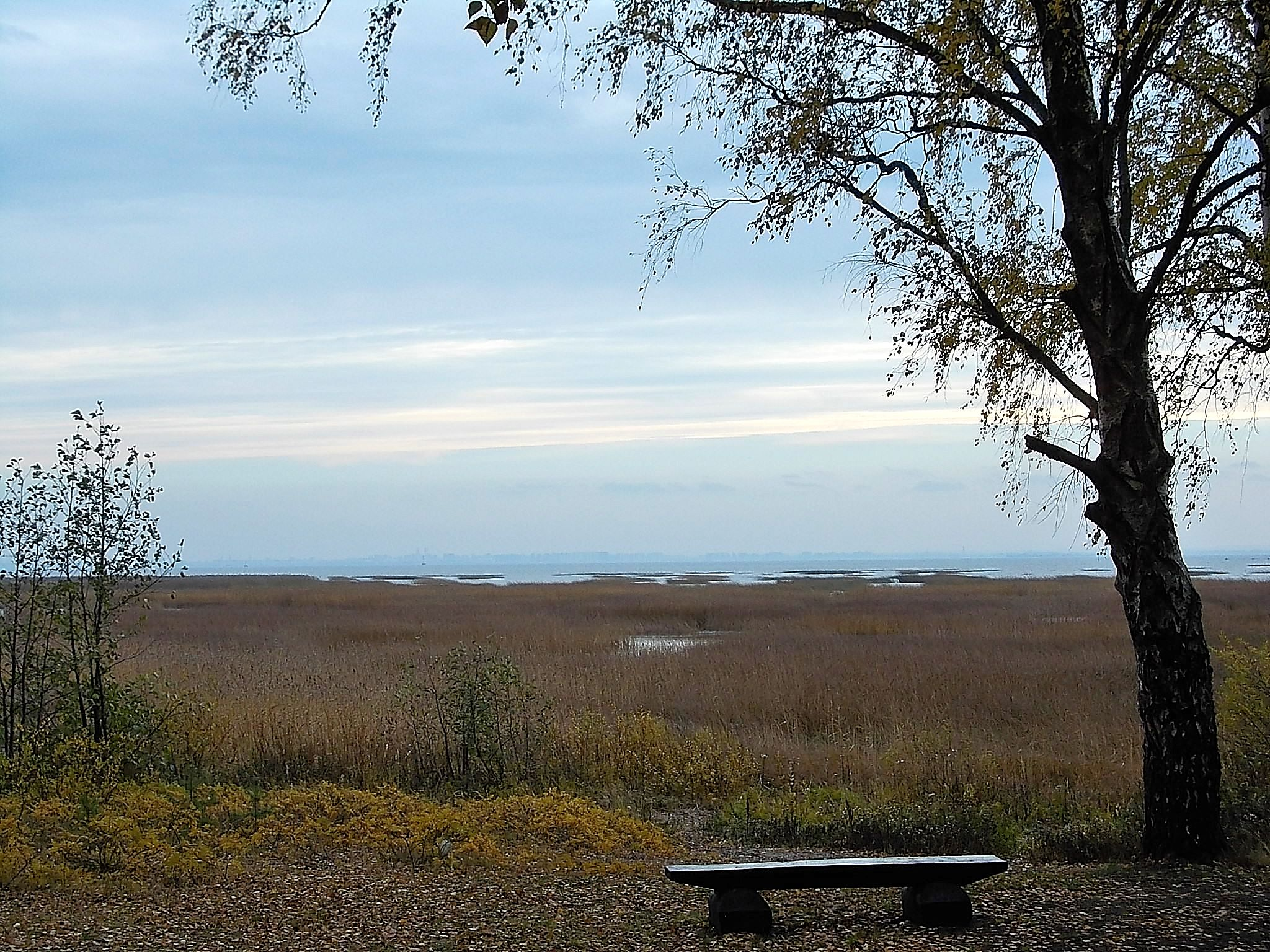
Вид из заказника на Финский залив
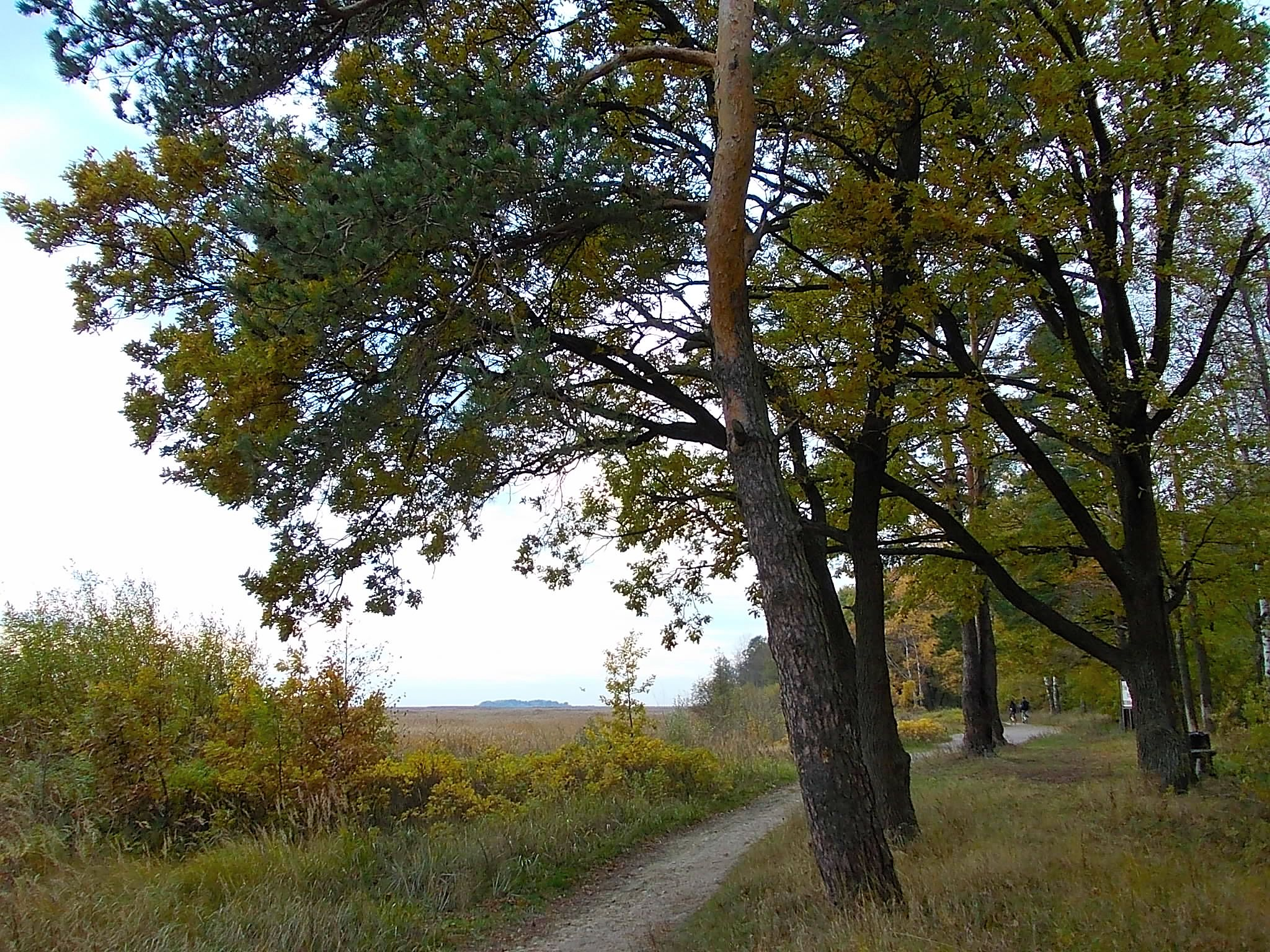
Дорожка вдоль берега
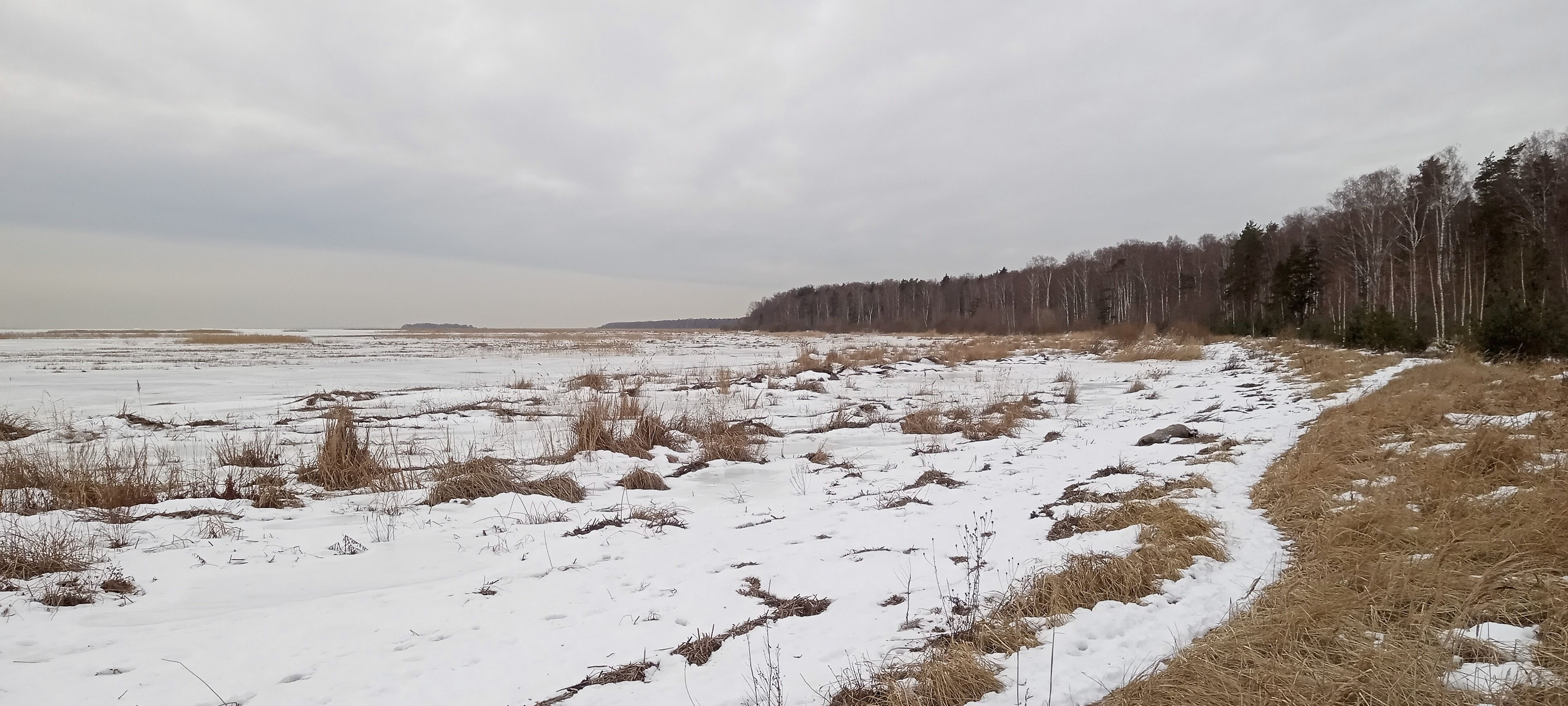
Северное побережье Невской губы зимой
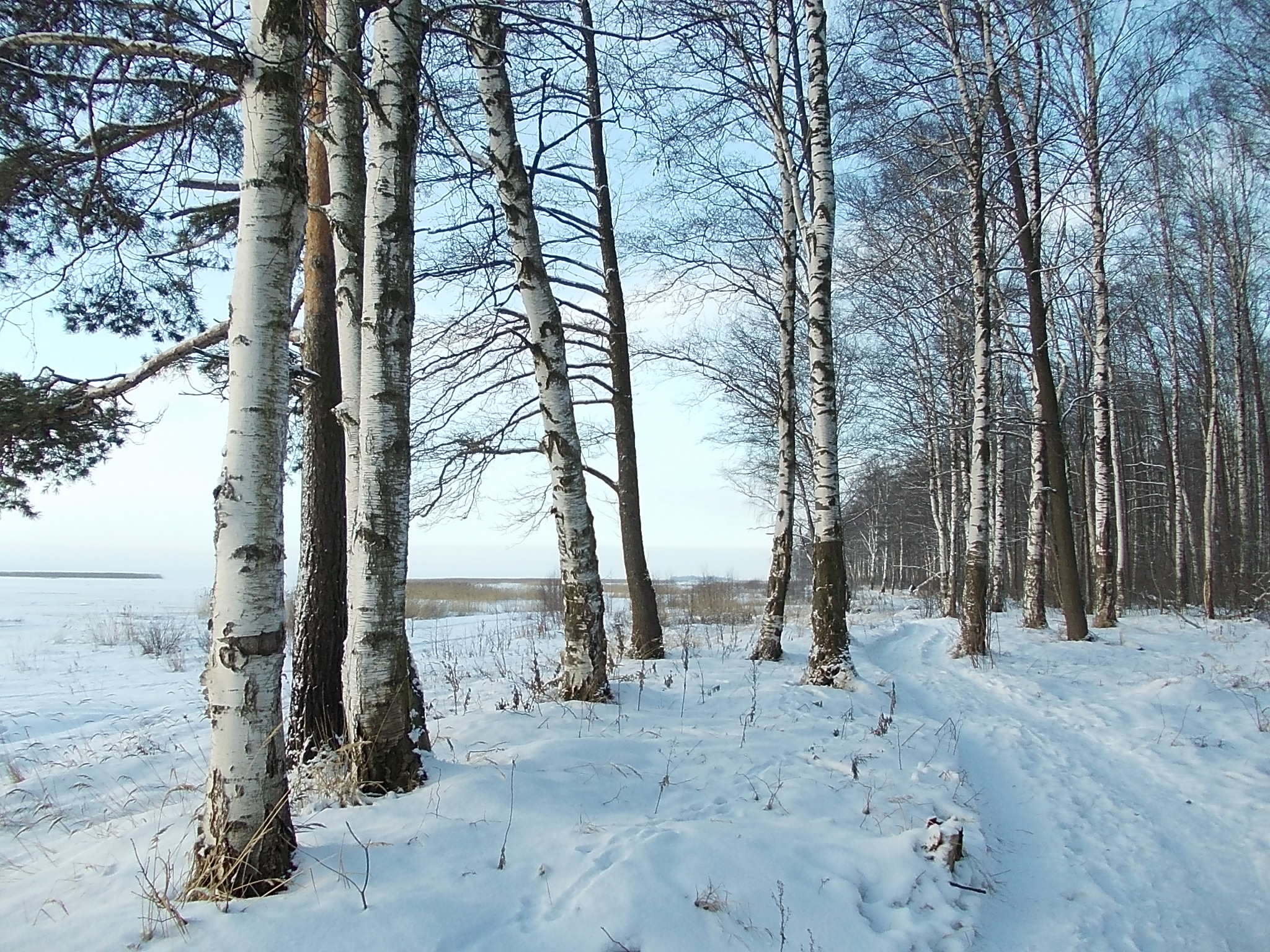
В заказнике зимой
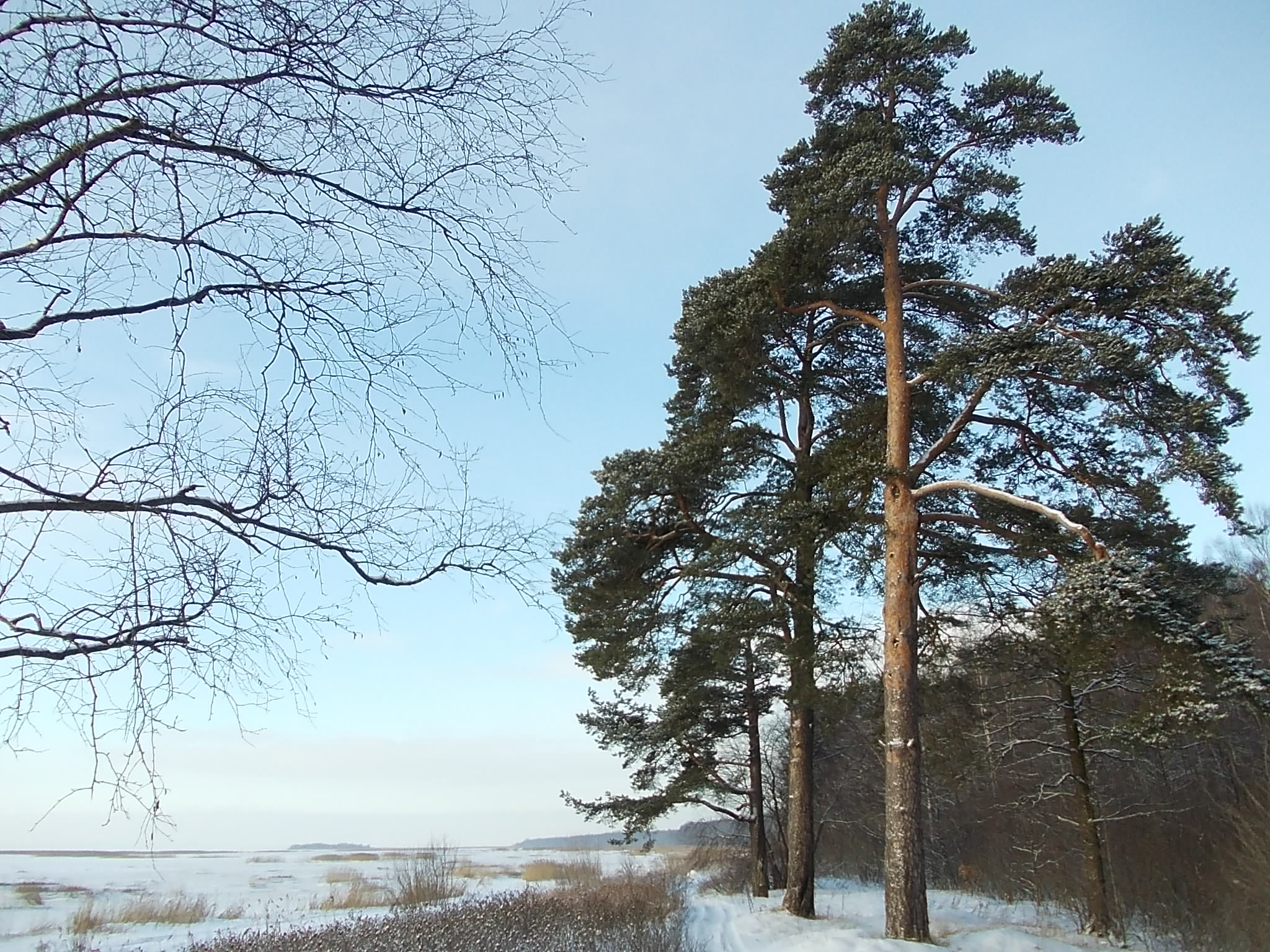
Сосны в прибрежной зоне
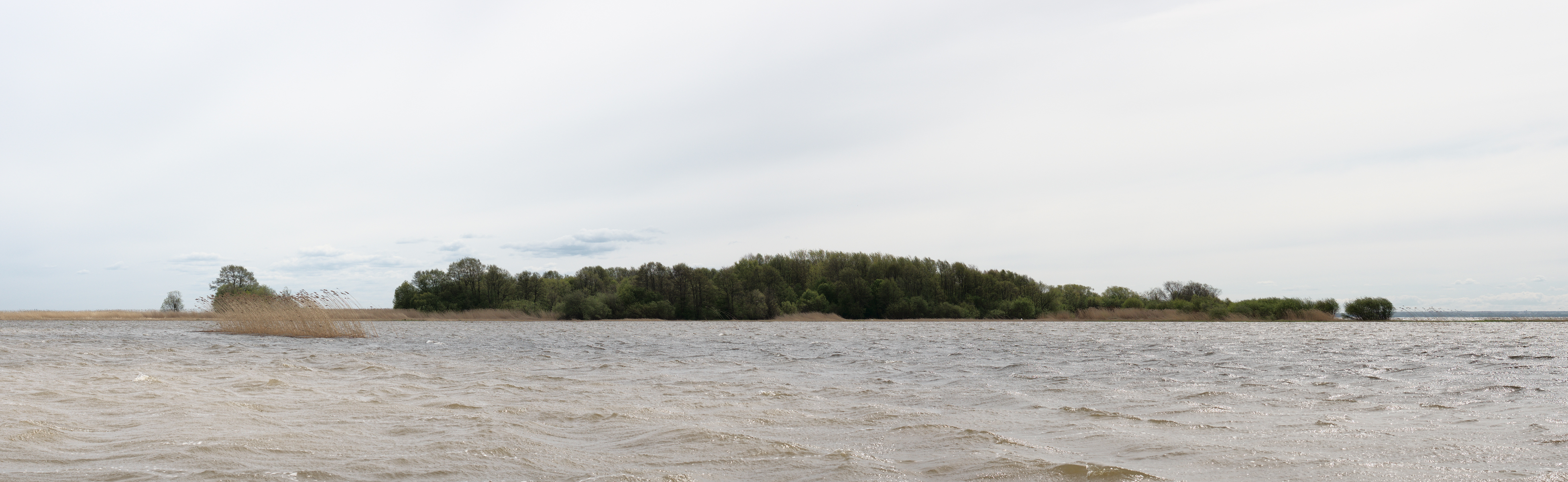
Остров Верперлуда
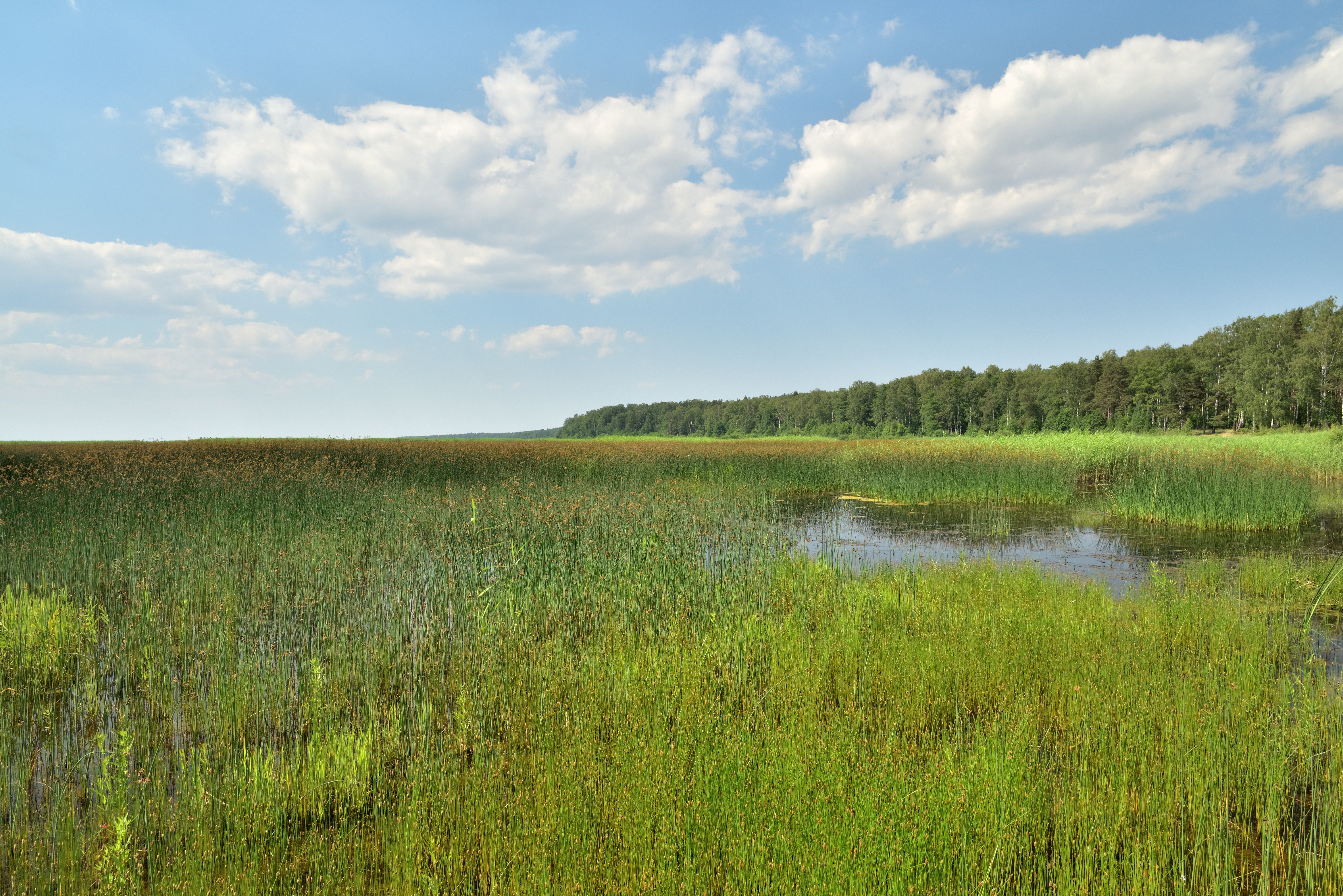
Панорама у берега в западном направлении
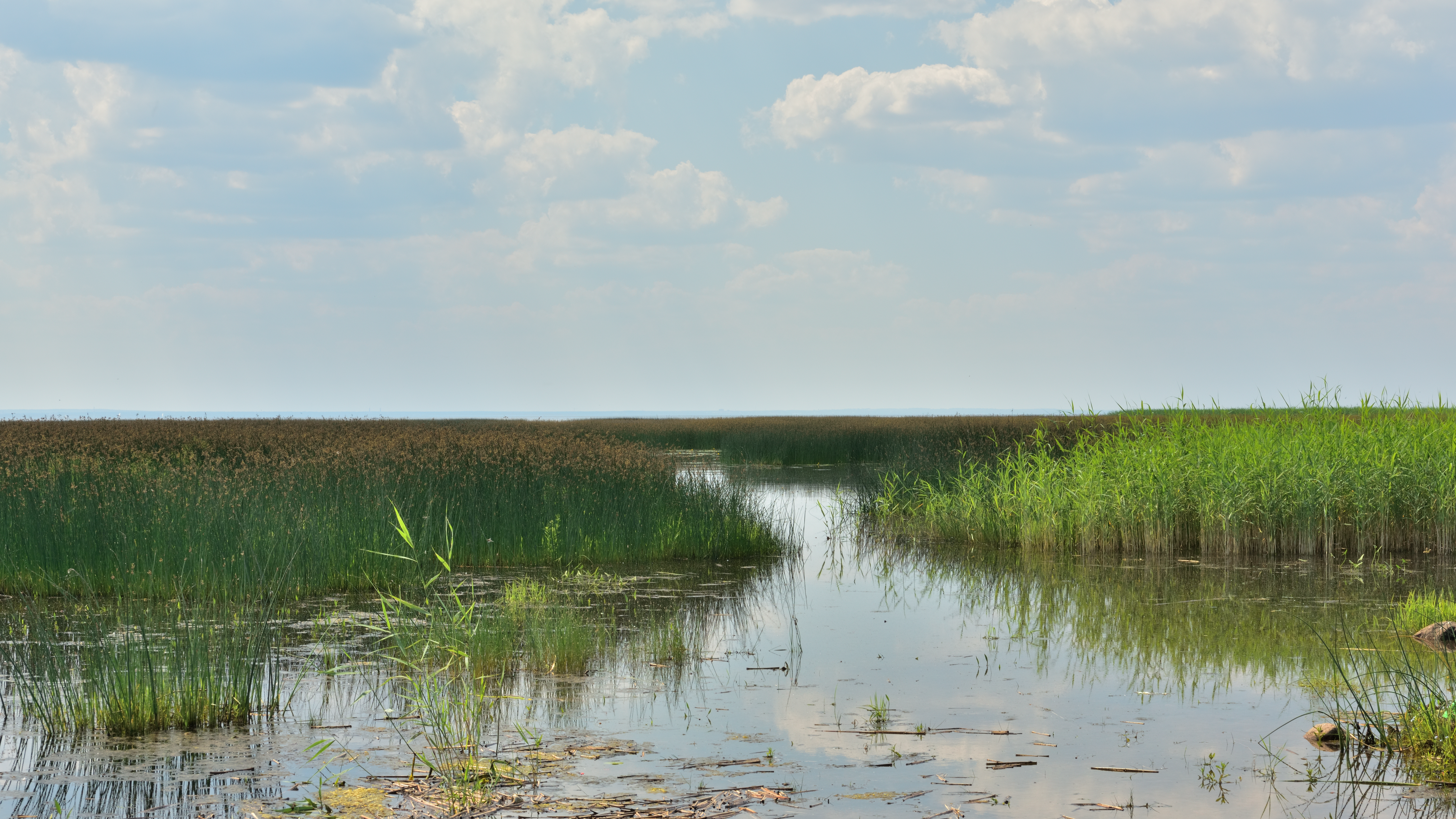
Панорама в южном направлении от берега
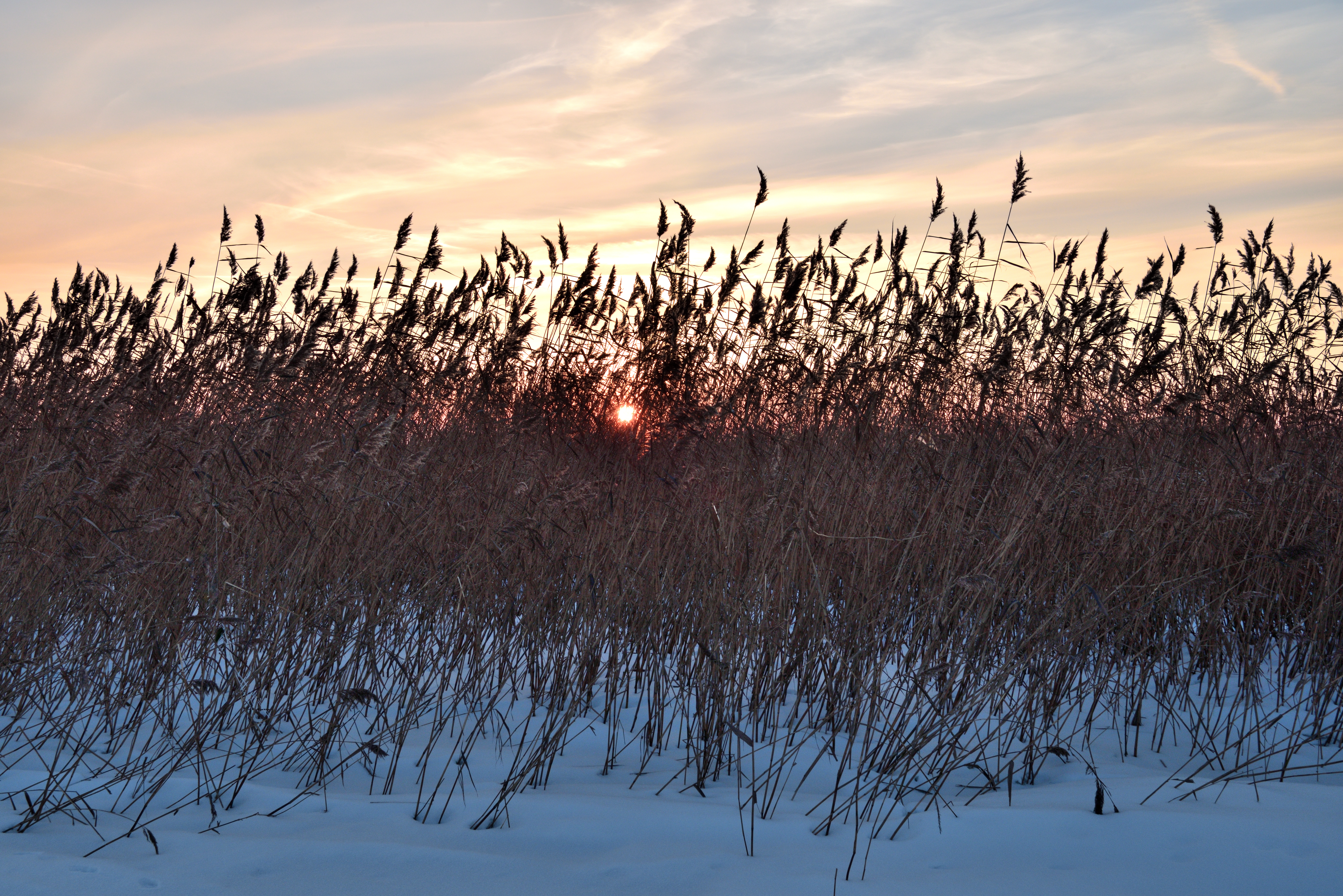
Зимний вечер на побережье
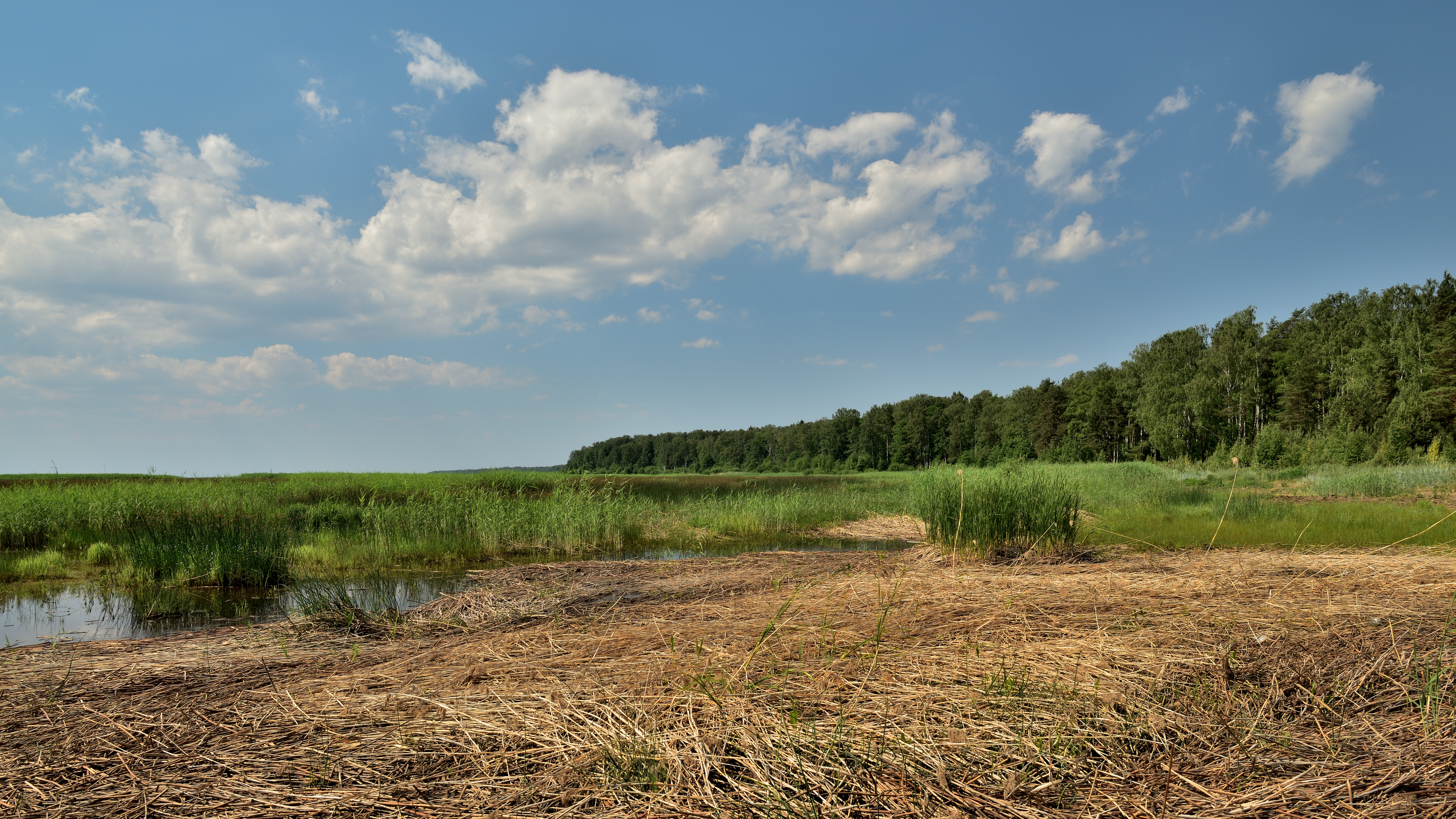
Восточная оконечность Заказника
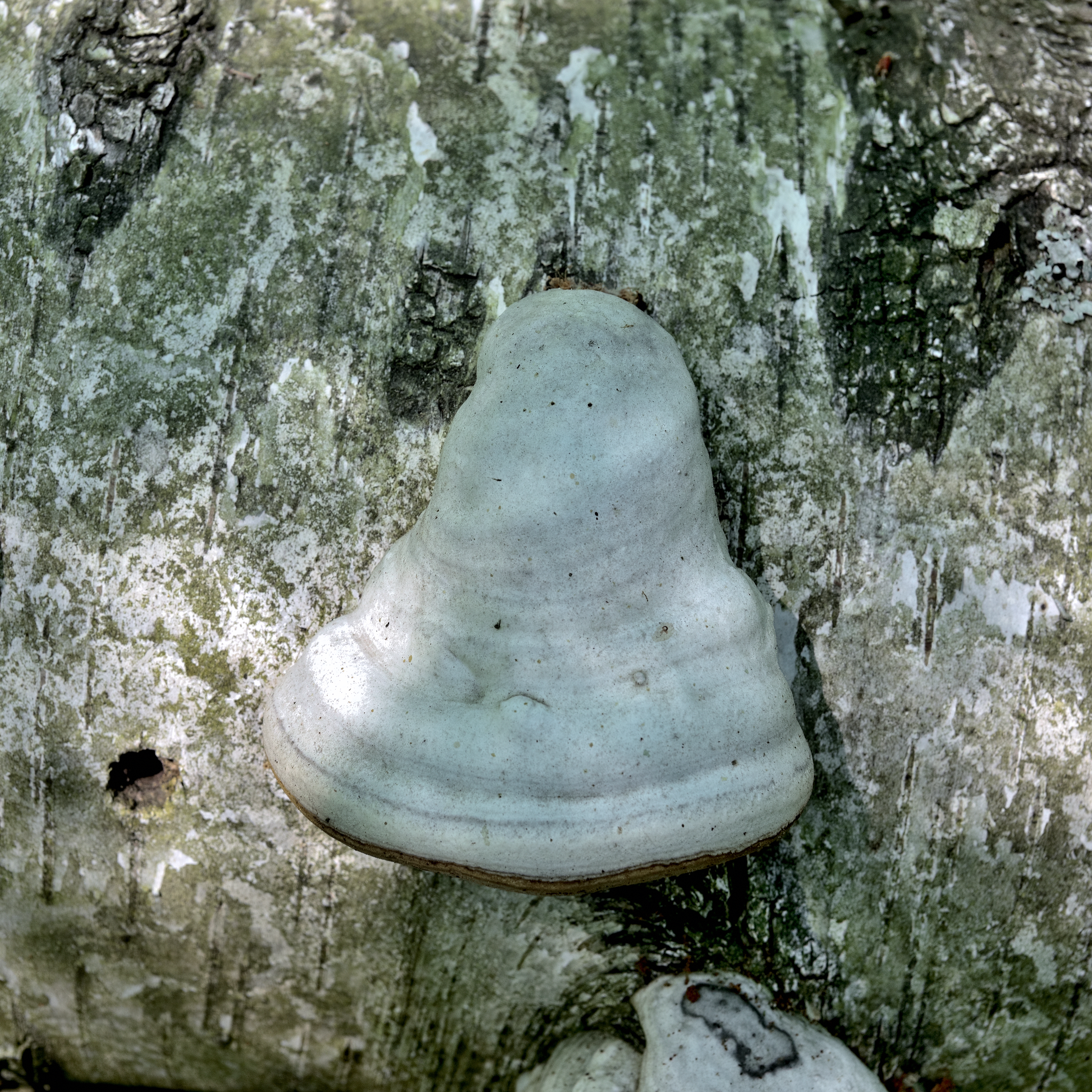
Трутовик настоящий (Fomes fomentarius) на стволе берёзы
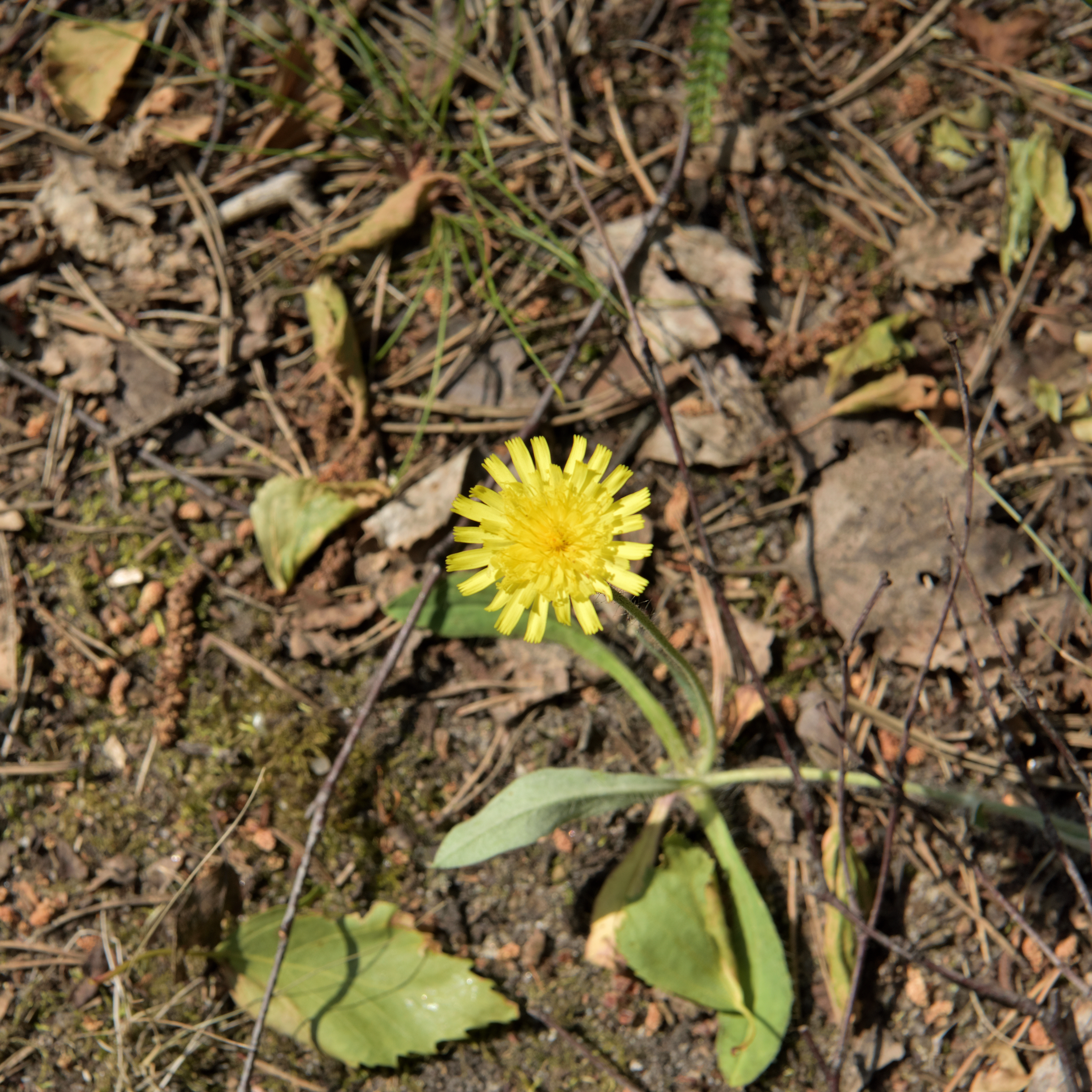
Ястребиночка обыкновенная (Pilosella officinarum)
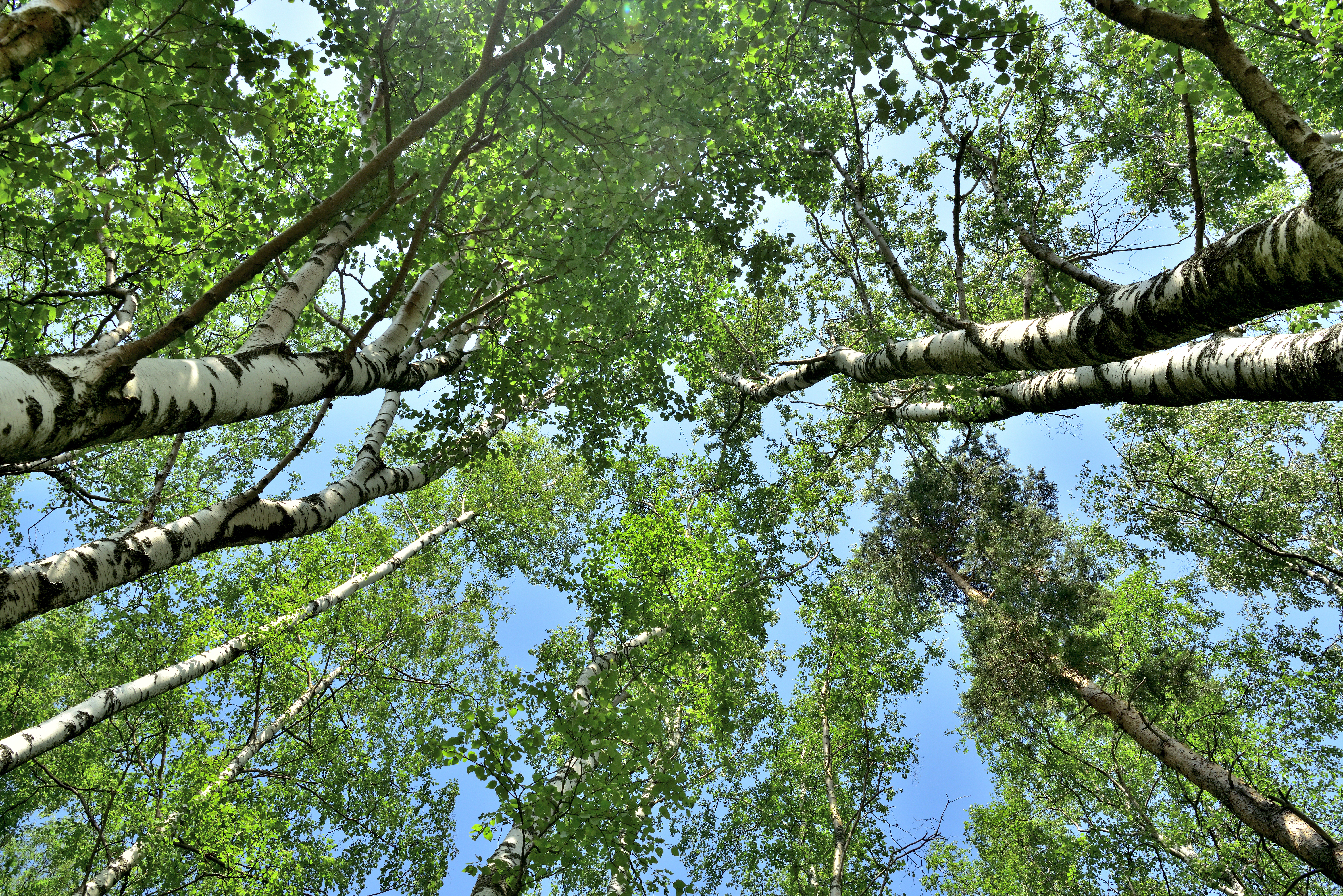
Кроны берёз в заказнике
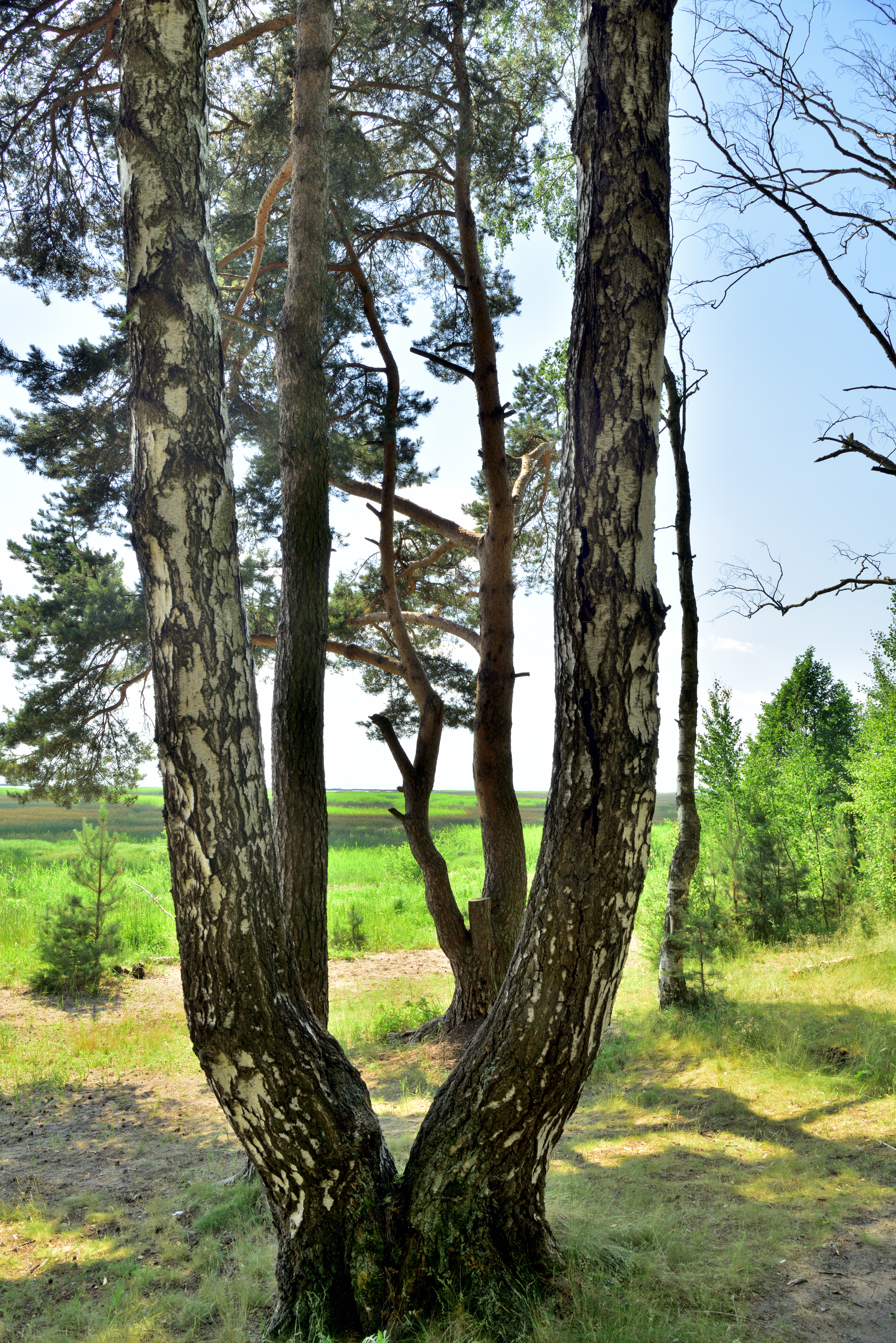
Деревья на берегу заказника
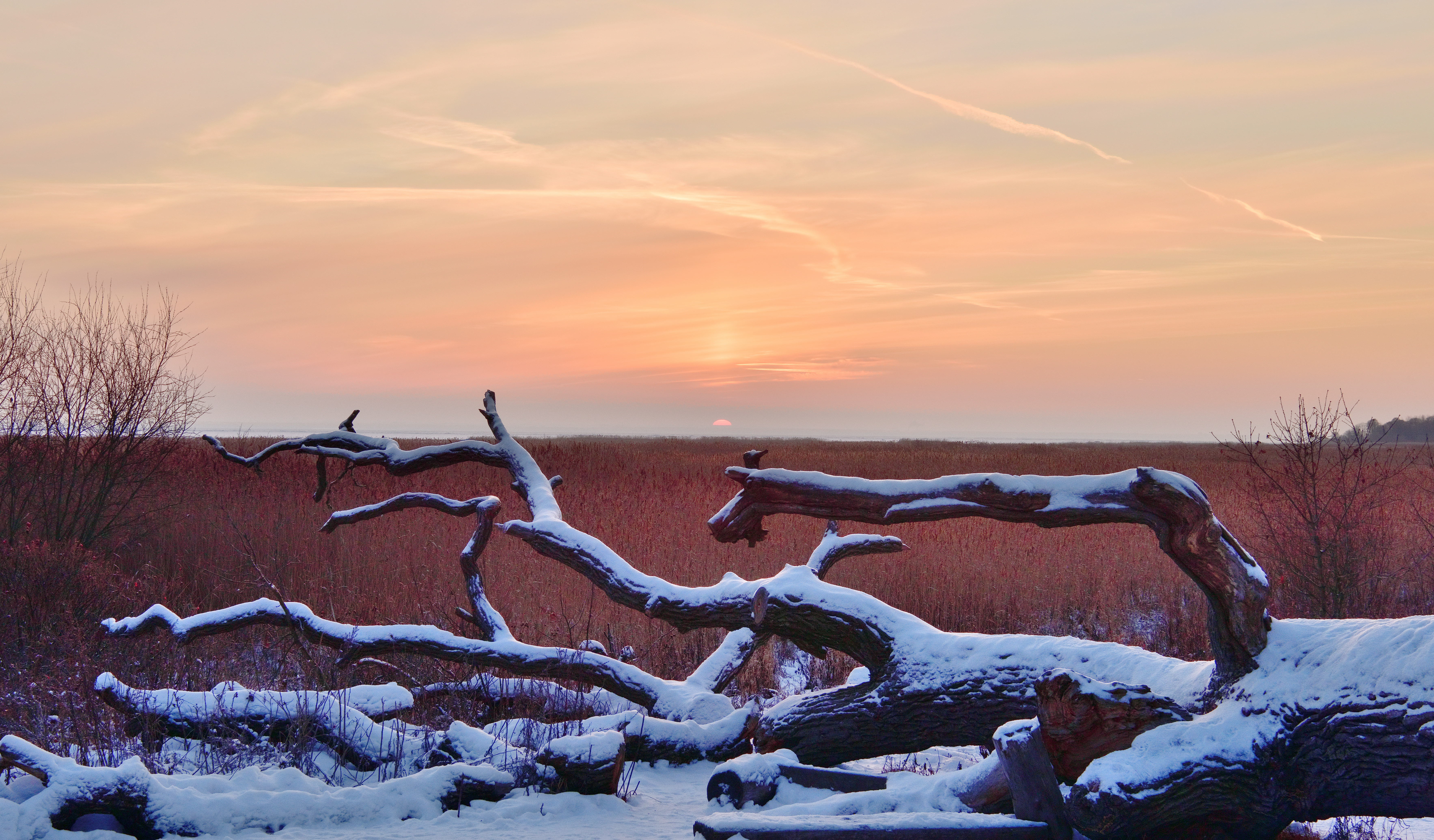
Закат зимнего дня
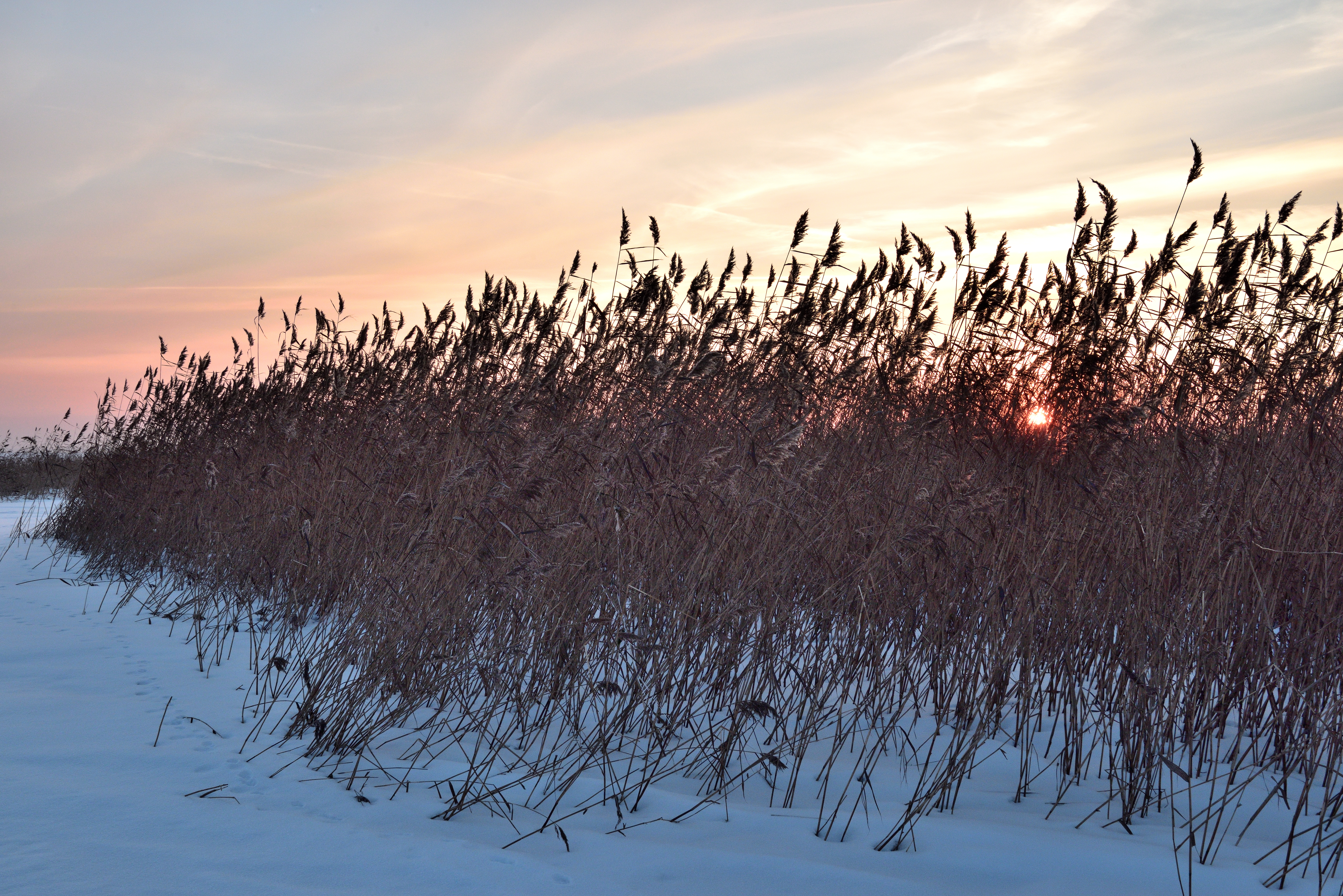
Зимой в камышах у берега
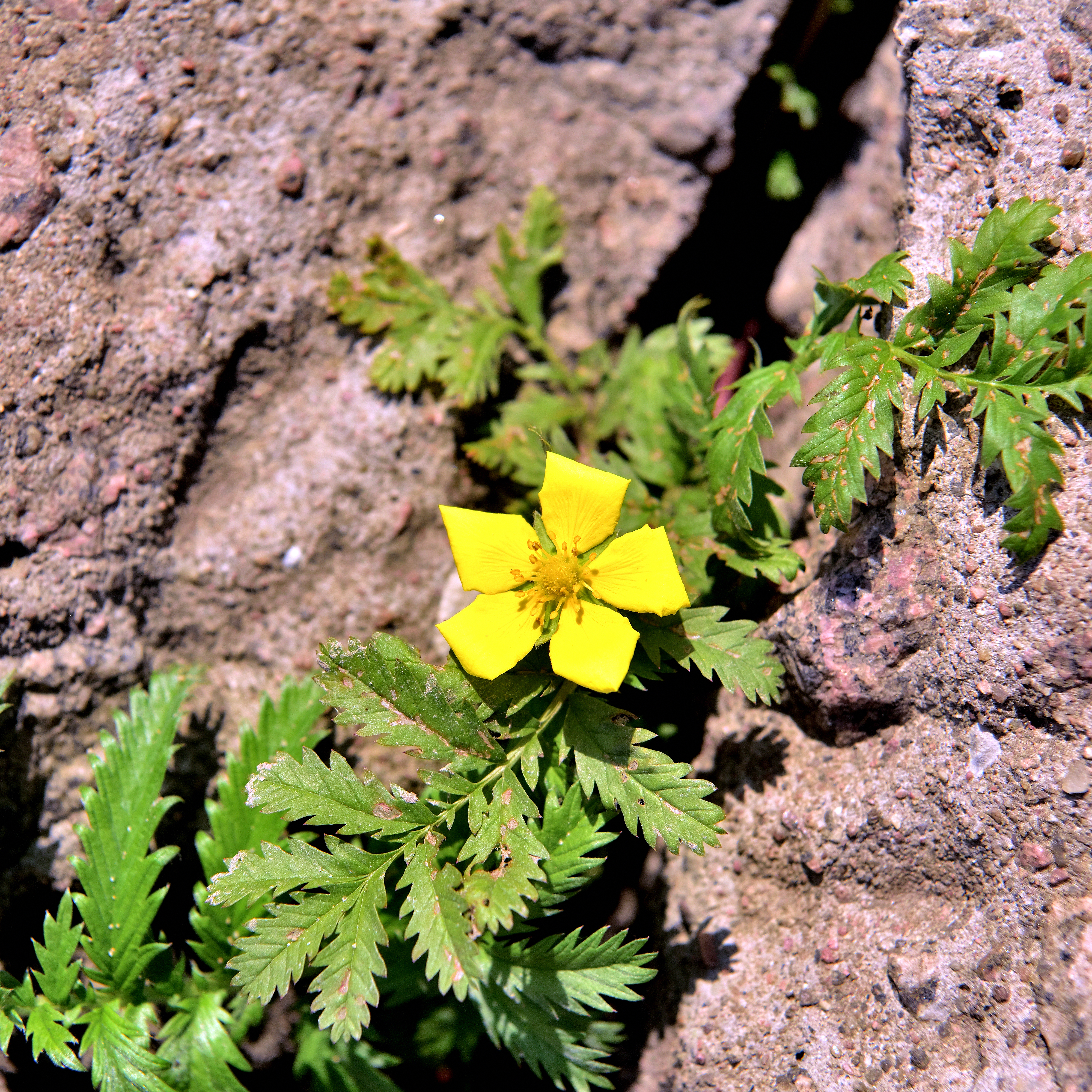
Цветок Potentilla
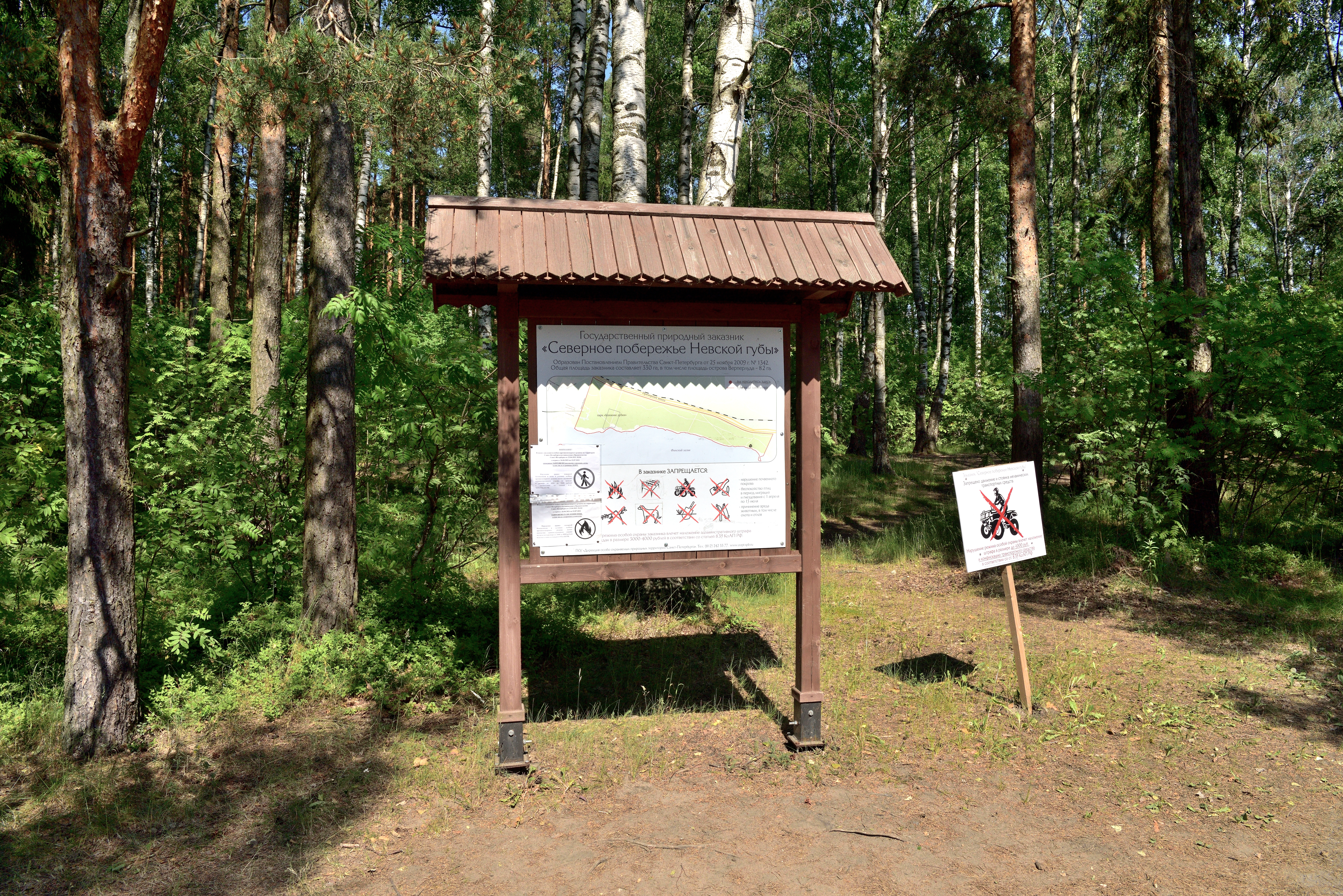
Информационный щит заказника